# YA-cupen
YA-cupen är en fotbollscup i sydöstra Skåne som har arrangerats sedan 1947 . Det finns en klass för herrlag och en för damlag. Huvudarrangör är Ystads Allehanda.

## Finaler herrar
- 1947 IFK Simrishamn - Tomelilla IF 5-1   Publik: 1.609
- 1948 Ystads IF - IFK Simrishamn 2-0   Publik: 1.950
- 1949 Ystads IF - Esperöds SK 5-0   Publik: 1.010
- 1950 Branteviks IF - IFK Ystad 3-1   Publik: 2.998
- 1951 Ystads IF - Borrby IF 4-3   Publik: 3.007
- 1952 Skillinge IF - IFK Simrishamn 2-1   Publik: 2.601
- 1953 Tomelilla IF - Lunnarps BK 0-0 1-0   Publik: 3.245 + 3.300 = 6.545
- 1954 Ystads IF - Borrby IF 1-1 3-1    Publik: 4.919 + 1.633 = 6.552
- 1955 IFK Simrishamn - Ystads IF 3-1    Publik: 4.069
- 1956 Skillinge IF - Hammenhögs IF 3-1    Publik: 5.580
- 1957 Skillinge IF - Lunnarps BK 4-1    Publik: 4.660
- 1958 IFK Ystad - Branteviks IF 4-1   Publik: 3.150
- 1959 IFK Ystad - Hammenhögs IF 3-0    Publik: 3.975
- 1960 Skillinge IF - IFK Ystad 4-3    Publik: 3.215
- 1961 Tomelilla IF - Skillinge IF 1-0    Publik: 4.848
- 1962 Ö Torps GIF - Skurups AIF 2-0    Publik: 2.721
- 1963 IFK Ystad - Sjöbo IF 4-0    Publik: 2.090
- 1964 Tomelilla IF - Sjöbo IF 0-0 6-1    Publik: 1.620 + 1.566 = 3.186
- 1965 IFK Ystad - Rydsgårds AIF 4-0    Publik: 1.188
- 1966 IFK Ystad - Skillinge IF 4-1    Publik 2.222
- 1967 IFK Simrishamn - Tomelilla IF 1-1 1-0    Publik: 2.489 + 2.367 = 4.856
- 1968 IFK Ystad - Skurups AIF 2-0    Publik: 2.216
- 1969 Tomelilla IF - IFK Simrishamn 0-0 5-1    Publik: 2.514 + 2.534 = 5.048
- 1970 Skurups AIF - Veberöds AIF 1-0    Publik: 1.209
- 1971 IFK Simrishamn - IFK Böste 2-1    Publik: 1.374
- 1972 IFK Simrishamn - IFK Ystad ( 2-2) ( 2-2) ( 5-2)   Publik: 2.082 + 2.124 + 2.308 = 6.514
- 1973 IFK Simrishamn - Borrby IF 4-1    Publik: 2.576
- 1974 IFK Simrishamn - IFK Ystad 6-0    Publik: 1.969
- 1975 IFK Ystad - Ystads IF 7-1    Publik: 1.030
- 1976 Tomelilla IF - IFK Simrishamn 1-1 3-1      Publik: 2.125 + 2.350 = 4.475
- 1977 Ystads IF - Hammenhögs IF 1-1 3-2   Publik: 1.923 + 1.960 = 3.883
- 1978 IFK Ystad- Onslunda IF 5-1    Publik: 2.142
- 1979 IFK Ystad - Tomelilla IF 2-2 6-3   Publik: 1.983 + 1.545 = 3.528
- 1980 IFK Simrishamn - IFK Ystad 1-0    Publik: 1.539
- 1981 Brösarps IF - Snogeholms IF 4-1    Publik: 1.542
- 1982 Sjöbo IF - IFK Ystad 3-2    Publik: 805
- 1983 Tomelilla IF - Sjöbo IF 1-0    Publik: 1.498
- 1984 Tomelilla IF - Sjöbo IF   2-2   6-5    Publik: 1.629 + 1.706 = 3.335
- 1985 Brösarps IF - Askeröds IF 2-1    Publik: 897
- 1986 Rydsgårds AIF - Sjöbo IF 2-1    Publik: 1.369
- 1987 Tomelilla IF - Sjöbo IF 2-2 3-0    Publik: 1.753 + 1.532 = 3.285
- 1988 Brösarps IF - Rydsgårds AIF 3-2    Publik: 751
- 1989 Sjöbo IF - Tomelilla IF 0-3 3-0    Publik: 896 + 624 = 1520
- 1990 Skurups AIF - Hammenhögs IF 1-1 3-0   Publik: 820 + 327 = 1147
- 1991 Ystads IF - Rydsgårds AIF 3-0    Publik: 649
- 1992 Spjutstorp IF - Ystads IF 1-1 3-2   Publik: 665 + 555 = 1220
- 1993 Tomelilla IF - BW 90 IF 4-0    Publik: 1.007
- 1994 Sjöbo IF - Ystads IF 3-1    Publik: 947
- 1995 Tomelilla IF - Ystads IF 2-1    Publik: 1.055
- 1996 Ystads IF - Tomelilla IF 3-2    Publik: 1.144
- 1997 Tomelilla IF - Ystads IF 4-2    Publik: 1.451
- 1998 Ystads IF - Spjutstorps IF 5-1    Publik: 627
- 1999 Sjöbo IF - IFK Simrishamn  3-1    Publik: 1 320
- 2000 Sjöbo IF - Skurups AIF  5-1    Publik:  534
- 2001 Vanstad - Charlo 2-0    Publik: 1.272
- 2002 Ystads IF - Sjöbo IF 2-2 (7-6 efter straffar)    Publik 791
- 2003 Sjöbo IF - Brantevik 4-2    Publik: 1 149
- 2004 Ystads IF - Sjöbo IF 2-0    Publik: 630
- 2005 Branteviks IF - IFK Simrishamn  2-0 Publik:  1 435
- 2006 Ystads IF - Gislövsdals IK  3-1  Publik: 585
- 2007 Tomelilla IF - Ystads IF  3-1  Publik: 810
- 2008 Tomelilla IF - Ystads IF  3-2  Publik: 800
- 2009 BW 90 IF - Tomelilla IF 0-0 (4-2 efter straffar) Publik: 652
- 2010 BW 90 IF - Öja FF 7-2 Publik: 410
- 2011 BW 90 IF - Tomelilla IF 1-1 (5-3 efter straffar) Publik: 808
- 2012 BW 90 IF - Hammenhögs IF 3-2 Publik: 403
- 2013 BW 90 IF - Gärsnäs AIS 9-1 Publik: 631
- 2014 BW 90 IF - Österlen FF 3-1 Publik: 764
- 2015 BW 90 IF - Tomelilla IF 1-1 (6-4 efter straffar ) Publik : 756
- 2016 Österlens FF - Rydsgårds AIF 5-0 Publik : 456
- 2017 Hammenhögs IF - Liga 06 2-2 (6-5 efter straffar) Publik 671
- 2018 Janstorps AIF - Sjöbo IF 3-2 Publik: 560
- 2019 Rydsgårds AIF - Öja FF 4-2 Publik: 488
- 2020 Ingen segrare korad. Cupen avbruten på grund av corona[2]
- 2021 Turneringen inställd på grund av corona.
- 2022 IFK Simrishamn - Österlen FF 4-2 Publik 632[3]
- 2023 Österlen FF – IFK Simrishamn 1-1 (6-4 efter straffar) Publik 859[4]
- 2024 Österlen FF – IFK Simrishamn 4-1[5]

## Publiktoppen
- 1956: Skillinge-Hammenhög 5 580
- 1954: Ystads IF-Borrby 4 919
- 1961: Tomelilla-Skillinge 4 848
- 1957: Skillinge-Lunnarp 4 660
- 1955: Simrishamn-Ystads IF 4 069
- 1959: IFK Ystad-Hammenhög 3 975
- 1953: Tomelilla-Lunnarp (omspel) 3 300
- 1953: Tomelilla-Lunnarp 3 245
- 1960: Skillinge-IFK Ystad 3 215
- 1958: IFK Ystad-Brantevik 3 150

## Vinnare damer
- 1975 Askeröd
- 1976 Hammenhög
- 1977 Charlo
- 1978 Charlo
- 1979 Hammenhög
- 1980 Hammenhög
- 1981 Askeröd
- 1982 Hammenhög
- 1983 Charlo
- 1984 Hammenhög
- 1985 Hammenhög
- 1986 Hammenhög
- 1987 Hammenhög
- 1988 Simrishamn
- 1989 Skillinge
- 1990 Pandora
- 1991 Hammenhög
- 1992 Pandora
- 1993 Skillinge
- 1994 Onslunda
- 1995 Hammenhög
- 1996 Hammenhög
- 1997 Skillinge
- 1998 Pandora
- 1999 Pandora
- 2000 Hammenhög
- 2001 Hammenhög
- 2002 Sjöbo
- 2003 Sjöbotjejerna
- 2004 Sjöbo
- 2005 Hammenhög
- 2006 Sjöbo
- 2007 Sjöbo
- 2008 Sjöbo
- 2009 Hammenhög
- 2010 Sjöbo
- 2011 Sjöbo
- 2012 Sjöbo
- 2013 Skurup
- 2014 Skurup
- 2015 Hammenhög
- 2016 Hammenhög
- 2017 Hammenhög
- 2018 Hammenhög
- 2019 Hammenhög
- 2020 Pandora
- 2021 inställt på grund av corona
- 2022 Spjutstorp
- 2023 Hammenhög
- 2024 Spjutstorp